# Helmut Schlesinger

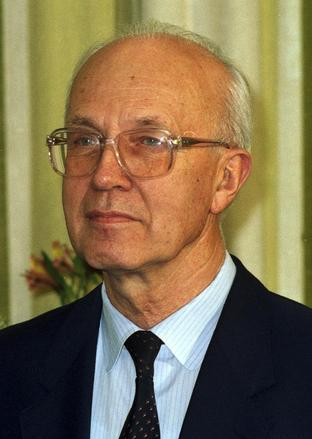
Helmut Schlesinger (1991)

Helmut Franz Schlesinger (* 4. September 1924 in Penzberg; † 23. Dezember 2024 in Bad Homburg) war ein deutscher Volkswirt. Von 1991 bis 1993 war er Präsident der Deutschen Bundesbank.

## Leben
Nach der Schulausbildung an Oberschulen in Wasserburg am Inn und Augsburg leistete Schlesinger zwischen 1943 und 1945 Kriegsdienst bei den Gebirgsjägern. Bei Kriegsende war er Leutnant der Reserve.
Im Jahr 1946 begann er ein Studium der Wirtschaftswissenschaften an der Ludwig-Maximilians-Universität in München, das er 1948 als Diplom-Volkswirt abschloss. Anschließend war er als Referent am Münchner ifo Institut für Wirtschaftsforschung tätig. Mit einer Dissertation zur Wirtschaftlichkeitskontrolle in der öffentlichen Verwaltung wurde er 1951 bei Fritz Terhalle zum Dr. oec. publ. promoviert.
Im Jahr 1952 trat Schlesinger als Referent für Volkswirtschaftliche Gesamtrechnung in die Hauptabteilung Volkswirtschaft und Statistik der damaligen Bank deutscher Länder ein. 1956 wurde er Abteilungsleiter Konjunkturanalyse und Vorausschätzungen, 1964 Leiter der Hauptabteilung Volkswirtschaft und Statistik und 1972 Mitglied des Direktoriums der Deutschen Bundesbank und Chefvolkswirt.
1980 wurde er Vizepräsident der Deutschen Bundesbank, verantwortlich für Volkswirtschaft und Statistik. Zum 1. August 1991 wurde er Nachfolger von Karl Otto Pöhl als Bundesbankpräsident. Seine Amtszeit wurde wegen seines Alters von vornherein auf 26 Monate begrenzt, da die übliche Altersgrenze bei 68 liegt. Während Schlesingers Amtszeit kam es zur Krise des Europäischen Währungssystems (EWS), die am 16. September 1992, dem sogenannten „Schwarzer Mittwoch“, zur massiven Abwertung des britischen Pfunds und dessen Ausscheiden aus dem EWS führte. Schlesinger wurde 1993 durch Hans Tietmeyer abgelöst.
Seine Unterschrift findet sich auf den meisten DM-Scheinen, die zwischen 1980 und 1993 gedruckt wurden, soweit Schlesinger zu dem Zeitpunkt im Vorstand der Bundesbank war.
Am 13. September 1994 wurde Schlesinger zum Gründungsvorsitzenden des Münchner Volkswirte Alumni-Club e. V. gewählt, was er bis 2003 blieb.
Ab 1949 war Helmut Schlesinger mit seiner Ehefrau Carola verheiratet, mit der er vier Kinder hatte.
Anlässlich Schlesingers 100-jährigen Geburtstags würdigte Bundesbankpräsident Joachim Nagel bei einem Besuch beim Jubilar am 4. September 2024 diesen als Hüter der Stabilitätskultur und hob hervor, dass die Bundesbank in dessen Amtszeit als erste Notenbank eine Geldmengensteuerung einführte.
Helmut Franz Schlesinger starb am 23. Dezember 2024 im Alter von 100 Jahren in Bad Homburg.

## Sonstiges
In der Eurokrise wies Schlesinger als einer der Ersten auf die Problematik des Target 2 hin: Über dieses zuvor unbeachtete Clearingsystem muss die Bundesbank anderen Euro-Notenbanken Kredite gewähren, die nun rasant wachsen.
Im April 2012 äußerte sich Schlesinger in einem Interview zur Eurokrise und zur griechischen Finanzkrise. Unter anderem sagte er:

„Derzeit betreibt die EZB keine Geldpolitik im engeren Sinne, sondern nur noch Antikrisenpolitik. Wenn sie 1000 Mrd. Euro für drei Jahre zum selben Zins zuteilt, den sie für acht Tage verlangt, macht sie das, weil ein, zwei, drei Länder es brauchen.“

## Ehrungen und Auszeichnungen
- Verdienstorden der Bundesrepublik Deutschland
  - Bundesverdienstkreuz (1970)
  - Großes Bundesverdienstkreuz (1977) mit Stern (1984) und Schulterband (1991)
  - Großkreuz des Verdienstordens der Bundesrepublik Deutschland (1993)
- Ludwig-Erhard-Preis für Wirtschaftspublizistik (1981)
- Ehrendoktorwürde der Johann Wolfgang Goethe-Universität Frankfurt am Main (1981)
- Ehrendoktorwürde der Georg-August-Universität Göttingen (1981)
- Hessischer Verdienstorden (1990)
- Königlicher Nordstern-Orden Kommandeurkreuz I. Klasse (1991)
- Honorarprofessor der Deutschen Universität für Verwaltungswissenschaften
- Bernhard-Harms-Medaille des Instituts für Weltwirtschaft Kiel (1992)[6]
- Raiffeisen-Schulze-Delitzsch-Medaille in Gold (1993)
- Großes Silbernes Ehrenzeichen der Republik Österreich (1993)
- Großkreuz des Verdienstordens des Großherzogtums Luxemburg (1993)
- Mittelkreuz des Verdienstordens der Republik Ungarn (1993)
- Ehrendoktorwürde der Universität St. Gallen (1993)
- Alexander-Rüstow-Plakette der Aktionsgemeinschaft Soziale Marktwirtschaft (1994)
- Hohe Auszeichnungen des Staates Indonesien (1999)
- Öffentliche Ehrung zum „goldenen“ Doktorjubiläum an der Universität Ludwig-Maximilians-Universität München (2001)
- Großkreuz des Verdienstordens der Italienischen Republik (2006)